# Chiesa di Sant'Efisio (Nora)
La chiesa di Sant'Efisio sorge poco fuori dal centro abitato di Pula. Prospetta con l'abside sulla spiaggia, a breve distanza dalle rovine della città di Nora, dove si svolge la processione che è culmine della festa di sant'Efisio.

## Storia e descrizione
L'attuale chiesa venne eretta in forme protoromaniche, di importazione franco-iberiche, posteriormente all'anno 1089, quando il titolo Sant'Efisio di Nora venne donato ai monaci vittorini (benedettini dell'abbazia di San Vittore di Marsiglia) dal giudice di Cagliari Costantino I Salusio II de Lacon-Gunale. Il tempio venne probabilmente eretto sopra un antico santuario altomedievale, costruito sul luogo ritenuto per tradizione lo stesso dello svolgimento del martirio di sant'Efisio, luogo anche della sepoltura delle sue spoglie e dove esse rimasero, fin che non vennero traslate a Pisa (le reliquie vennero trafugate dai pisani nel 1098 e restituite alla Sardegna solo nel 1886).
I resti dell'antico santuario, il martiryum, si ipotizza si possano riconoscere nel piccolo vano cupolato, oggi inglobato nella cripta dell'attuale chiesa romanica. Questa si presenta in linee semplici, dall'aspetto robusto e severo, costruita in blocchi di pietra arenaria e calcare, con materiali di spoglio provenienti da Nora. Il paramento esterno e privo di ornamenti, se si eccettua la stele funeraria punica murata sul lato sud.
La facciata rivolta ad occidente, è preceduta da un atrio con portico, aggiunto tra in XVII e il XVIII secolo. L'interno, a pianta rettangolare, è a tre navate, tutte voltate a botte, divise da robusti pilastri che reggono archi a tutto sesto. La piccola abside è semicircolare. All'estremità della navata sinistra emerge dal pavimento la cupola emisferica dell'antico sacello inglobato nella cripta, a cui si accede tramite una scala posta al termine della navata destra.

## Galleria d'immagini

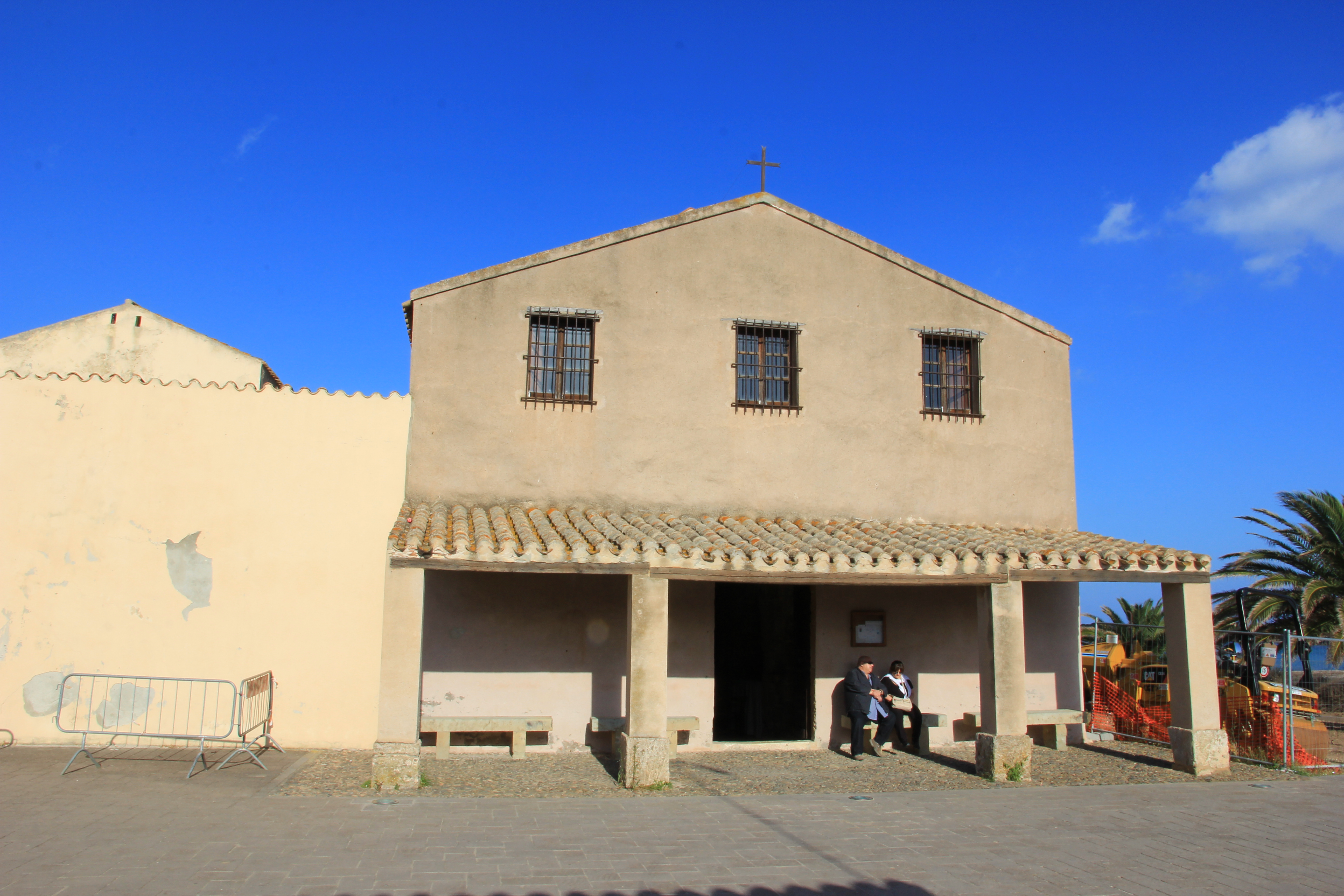
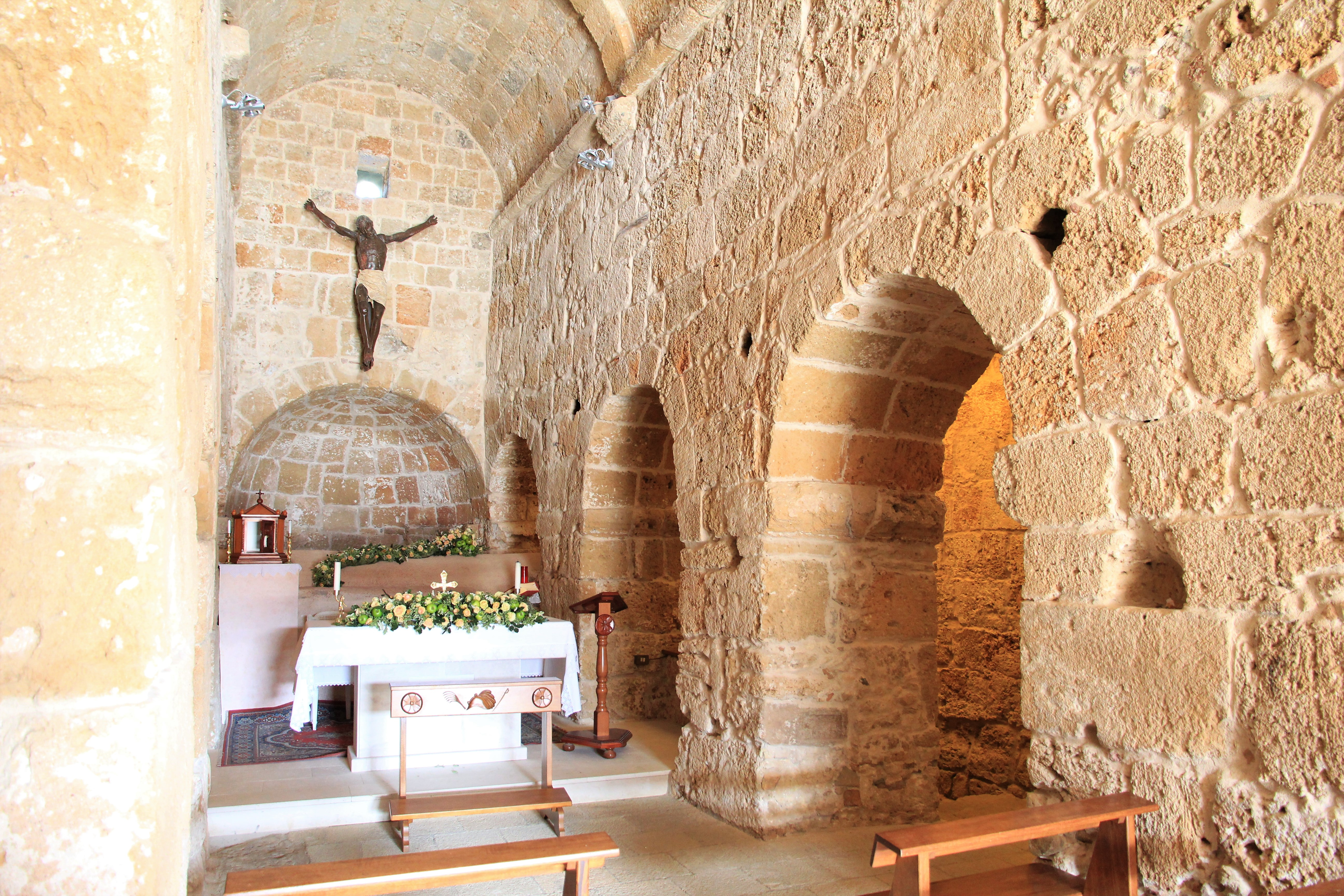
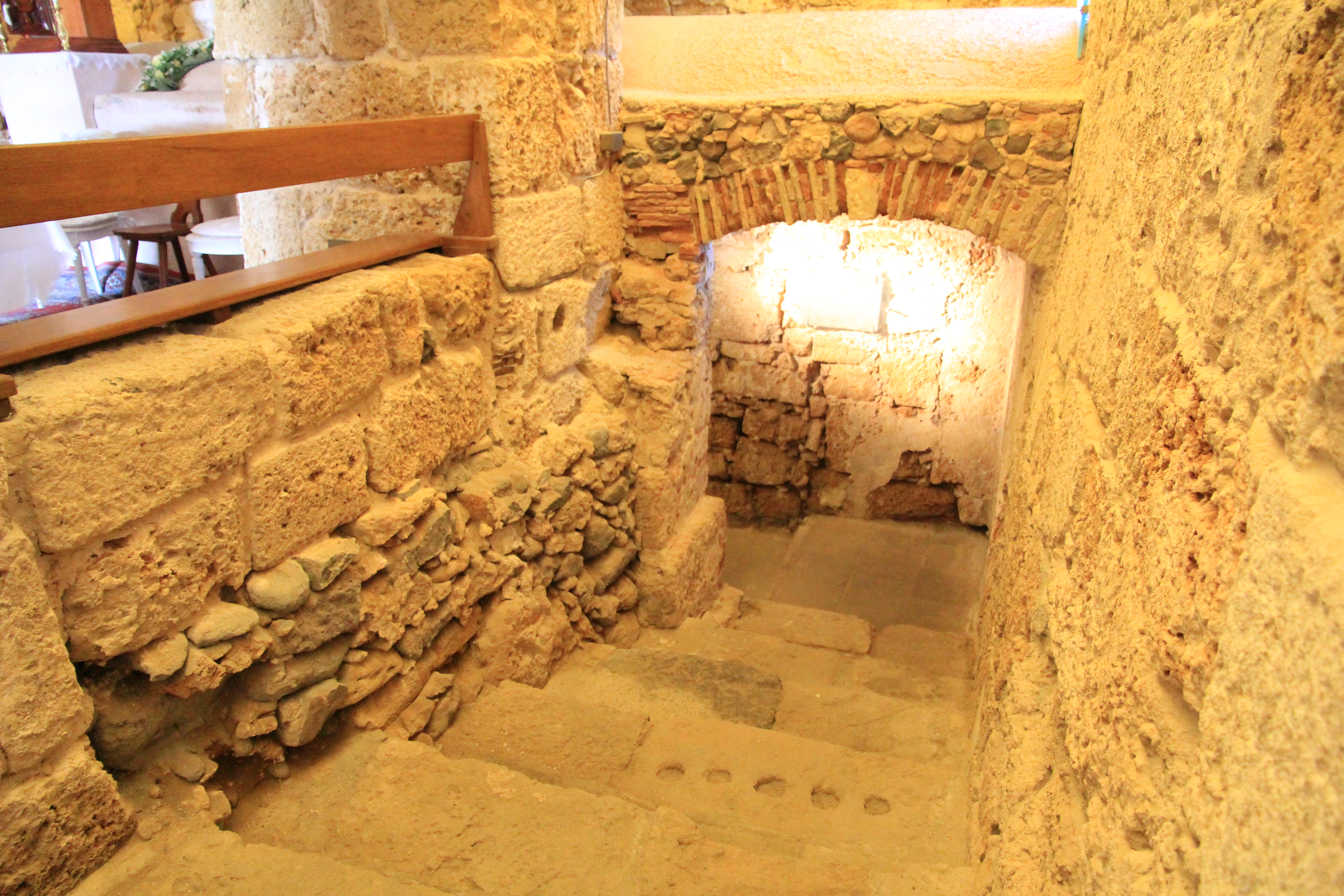
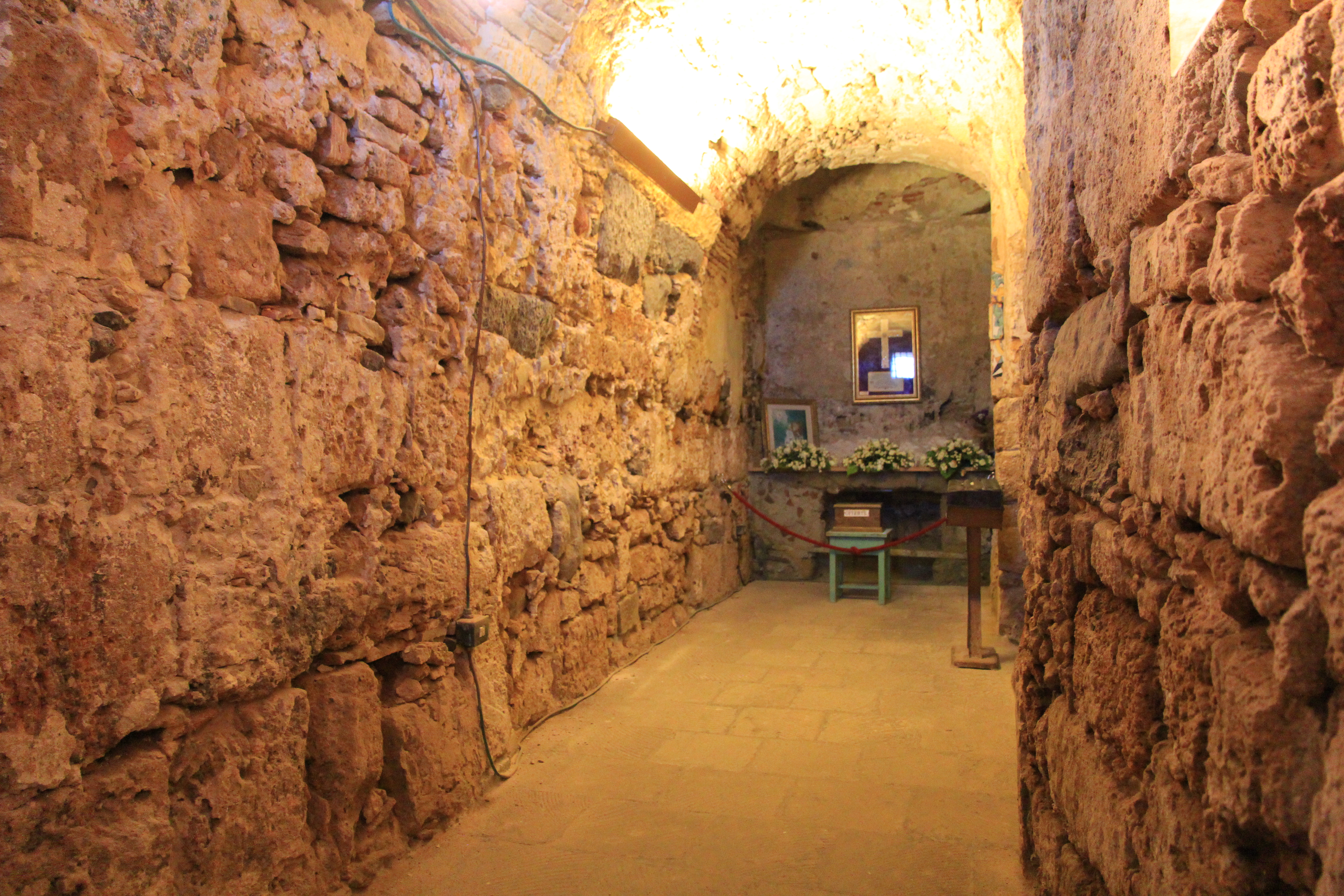